# Apron of Magic
Apron of Magic (まほうのエプロン, Mahō no epuron) est un jeu d'arcade de cartes à collectionner numérique mêlant cuisine, développé et édité par Examu. Créé pour célébrer le 50ᵉ anniversaire de Sanrio, il met en scène plusieurs personnages emblématiques de la société, dont certains issus de séries animées.
Le jeu est sorti au Japon le 26 juillet 2010 et a connu plusieurs révisions. Depuis la mise à jour de 2012, le jeu est également lié aux franchises Jewelpet et Arcana Heart.
Une version iOS est sortie le 13 juin 2012 avec six personnages jouables.
Un portage du jeu intitulé Hello Kitty to Mahō no Epuron: Rhythm Cooking (ハローキティとまほうのエプロン リズムクッキング♪) est sorti sur Nintendo 3DS le 12 décembre 2013 au Japon. Il est sorti en Europe le 6 novembre 2015 sous le titre Hello Kitty and the Apron of Magic Rhythm Cooking, et en Amérique du Nord le 28 janvier 2016 sous le nom Hello Kitty's Magic Apron.

## Système de jeu
Le joueur utilise des cartes à collectionner spéciales, à scanner dans un ordre précis via la borne d’arcade : une carte personnage (rouge), une carte ingrédient (jaune), puis une carte de pouvoir magique (bleue). Le joueur dispose d’un temps limité pour scanner un maximum de cartes.
Le jeu repose ensuite sur des étapes de préparation culinaire via l’écran tactile. Le plat est jugé à la fin selon la présentation et la dégustation. Une erreur dans une étape entraîne l’échec de la recette.

## Personnages
Pour célébrer le 50e anniversaire de Sanrio, de nombreux personnages ont été intégrés au jeu dès le lancement, avec de nouveaux ajoutés à chaque mise à jour. Il s'agit du jeu comptant le plus grand nombre de personnages Sanrio jamais inclus.
Deux personnages issus du jeu de combat Arcana Heart développé également par Examu, Heart Aino et Saki Tsuzura, apparaissent en tant que caméos jouables.